# يوسف السميط
 يوسف محمد السميط  (1943) وزير وصحفي كويتي سابق لوزارة الاعلام (1998 - 1999).

## السيرة الذاتية
```
يوسف محمد السميط
 في 
الكويت
 عام 
1943
 ، وأنهى المرحلة الثانوية في ثانوية الشويخ أواخر الستينات، والتحق بعدها 
بجامعة الاسكندرية
 في 
مصر
 حيث حصل على ليسانس جغرافيا عام 
1968
 ، ثم اكمل دراسته للماجستير في 
جامعة الكويت
 عام 
1972
 ، وانضم إلى سلك التدريس في قسم الجغرافيا في 
جامعة الكويت
 وعين معيدا في الفترة ما بين 
1969
 
و1976
 ، أختير في التشكيل الوزاري الصادر في مارس 
1998
 وزيرا للاعلام حتى عام 
1999
.
```

## الخبرات
- مارس الأعمال الحرة والتجارة ما بين 1977 و1985.
- أصبح نائبا لرئيس تحرير 'القبس' من عام 1985 وحتى عام 1991.
- له زاوية يومية في الصفحة الاخيرة تحت عنوان 'دريشة القبس'.
- عين عام 1992 رئيسا لمجلس إدارة وكالة الانباء الكويتية ومديرا عاما لها.[2]
- تولى رئاسة مجلس إدارة شركة الدار الوطنية للعقارات (ادنك) منذ عام 2004.
- صاحب ورئيس تحرير مجلة 'الاسبوعية الاقتصادية' الصادرة في يونيو 2006.
- اصدر عددا من الكتب منها: (الحدود السياسية لدولة الكويت والخليج العربي) - (دراسات في اصول السكان) - (دريشة القبس).
- أشرف على عدد من الموسوعات والكتب التي صدرت عن دار 'القبس'.